# Fosfolipaza A1
Fosfolipaza A1 (EC 3.1.1.32) je fosfolipazni enzim koji uklanja 1-acil. Njegovo sistematskim ime je fosfatidilholin 1-acilhidrolaza. Ovaj enzim katalizuje sledeću hemijsku reakciju
fosfatidilholin + 2O {\displaystyle \rightleftharpoons } 2-acilglicerofosfoholin + karboksilat
Ovaj enzim ima znatno širu specifičnost od enzima EC 3.1.1.4, fosfolipaze A2. Za njegov rad je neophodan jon Ca2+.
Fosfolipaza A1 je komponenta zmijskog otrova, ali se takođe učestvuje i u normalnom metabolizmu pri formiranju masnih kiselina iz fosfolipida. U melanocitnim ćelijama gen fosfolipaze A1 može da bude regulisan -om.

## Literatura
- Nicholas C. Price; Lewis Stevens (1999). Fundamentals of Enzymology: The Cell and Molecular Biology of Catalytic Proteins (Third изд.). USA: Oxford University Press. ISBN 019850229X.
- Eric J. Toone (2006). Advances in Enzymology and Related Areas of Molecular Biology, Protein Evolution (Volume 75 изд.). Wiley-Interscience. ISBN 0471205036.
- Branden C; Tooze J. Introduction to Protein Structure. New York, NY: Garland Publishing. ISBN 0-8153-2305-0.
- Irwin H. Segel. Enzyme Kinetics: Behavior and Analysis of Rapid Equilibrium and Steady-State Enzyme Systems (Book 44 изд.). Wiley Classics Library. ISBN 0471303097.
- William P. Jencks (1987). Catalysis in Chemistry and Enzymology. Dover Publications. ISBN 0486654605.